# サムソンとデリラ (ヴァン・ダイク)
『サムソンとデリラ』（独: Simson und Delila、英: Samson and Delilah）、または『サムソンの捕縛』（サムソンのほばく、独: Gefangennahme Simsons、英: The Capture of Samson）は、フランドルのバロック期の巨匠アンソニー・ヴァン・ダイクが1628-1630年ごろにキャンバス上に油彩で制作した絵画である。『旧約聖書』中の「士師記」に登場する英雄サムソンの逸話を主題としている。17世紀のイタリアの美術史家、美術理論家のジョヴァンニ・ピエトロ・ベッローリによれば、作品は1659年にスペイン領ネーデルラント総督であったレオポルト・ヴィルヘルム大公に贈られ、大公のコレクションに入った。現在、ウィーンの美術史美術館に所蔵されている。

## 作品
「士師記」に描かれるサムソンは、素手でライオンを殺し、1人で1000人を倒すほどの怪力がある一方で、女にだらしなかった。ある時、サムソンは敵対するペリシテ人の美女デリラに惚れ、自身の弱点が髪の毛であることを教えてしまう。その結果、彼は寝ている間にデリラに髪の毛を切られてしまい、両目をえぐられ、投獄される。後に、ペリシテ人の王が祝宴を開き、サムソンを見せ物にした時、髪の毛が伸び、力を取り戻していた彼は、自身の命もろとも数千人のペリシテ人を葬り去った。
画家が1620年に描いた『サムソンとデリラ (ロンドン)』 (ダリッジ絵画館、ロンドン) のように、本作はヴァン・ダイクの師であったピーテル・パウル・ルーベンスの『サムソンとデリラ』を拠り所としている。しかし、ルーベンスがサムソンを捕らわれ人として、デリラを良心のない誘惑者として示したのとは異なり、ヴァン・ダイクは両者の心理を異なった方法で表現している。また、サムソンの最後の英雄的奮闘を表す代わりに、画家は両者の入り混じった複雑な感情を描くことに焦点をあてている。デリラは自身の裏切りに愕然とし、後悔しているように表わされており、サムソンに曖昧に手を差し伸べている。また、サムソンは、愛する者に裏切られた悲痛な表情を浮かべている。
なお、本作におけるヴァン・ダイクの色彩は、彼がイタリア滞在中に受けたティツィアーノの影響を明らかにしている。

## ギャラリー

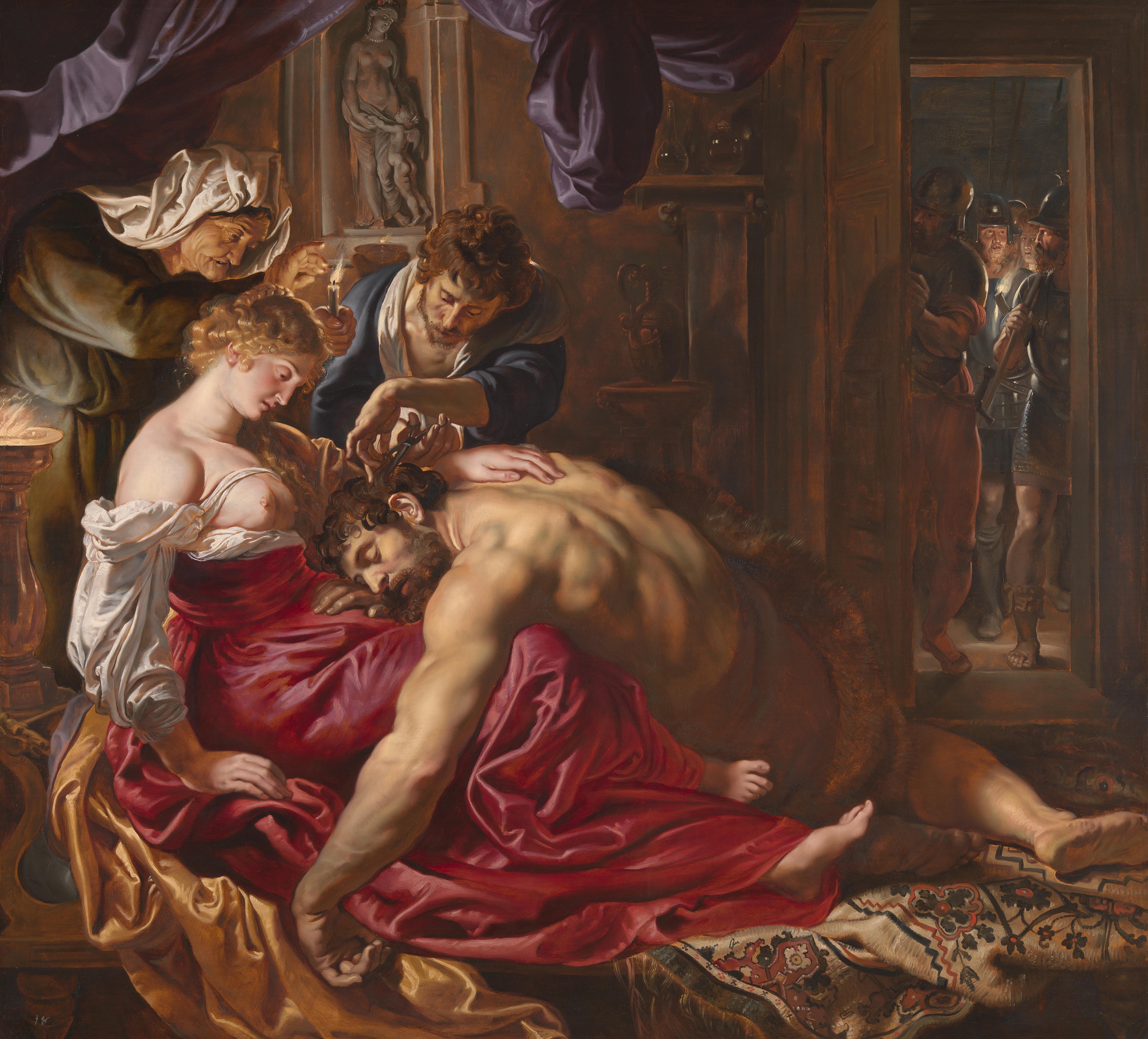
ルーベンス『サムソンとデリラ』 (1609-1610年)、ナショナル・ギャラリー (ロンドン)
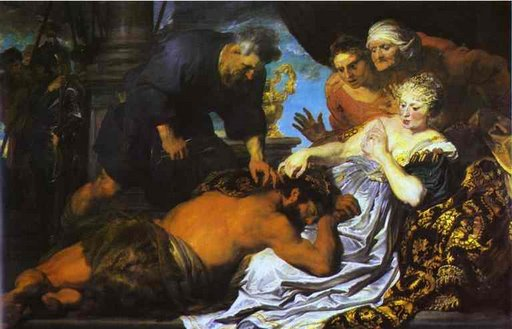
ヴァン・ダイク『サムソンとデリラ (ロンドン)（英語版）』 (1620年)、ダリッジ絵画館、ロンドン
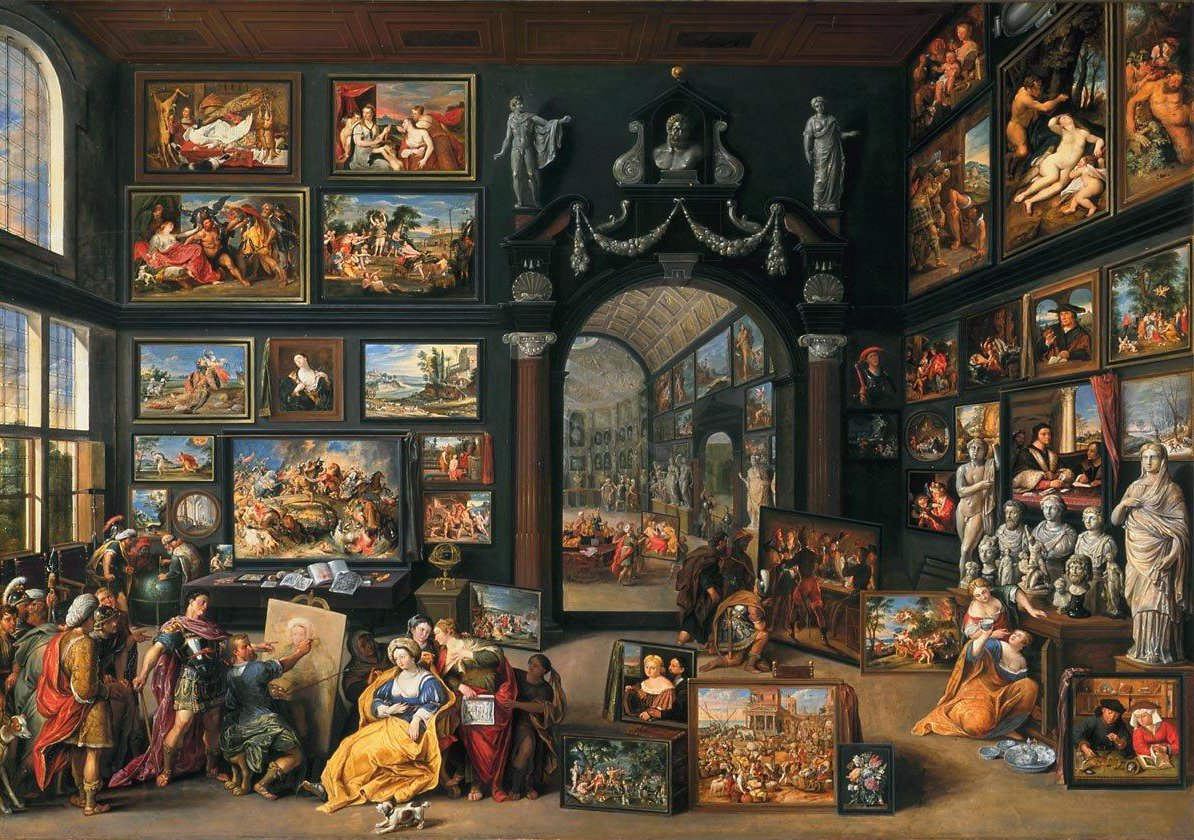
ヴィレム・ファン・ハーヒト『コルネリス・ファン・デル・ヘースト（英語版）の画廊』に描かれているヴァン・ダイクの『サムソンとデリラ』